# Vaucheriella bicheti
Genre
Espèce
Vaucheriella bicheti, unique représentant du genre Vaucheriella, est une espèce de cestodes de la famille des Monticellidae.

## Hôtes
Ce parasite a été décrit chez une espèce rare de serpents, Tropidophis taczanowskyi.

## Taxinomie
Vaucheriella bicheti est décrit en 1987 par le parasitologiste Alain de Chambrier, spécialiste des cestodes de l'ordre des Proteocephalidea. Le nom de genre est dédié à Claude Vaucher et le nom d'espèce à Pierre Bichet.